# Санта-Клара (остров)
Санта-Клара (исп. Isla Santa Clara) — самый малый из трёх островов в составе архипелага Хуан-Фернандес в юго-восточной части Тихого океана. Административно остров является частью провинции Вальпараисо в области Вальпараисо.

## География

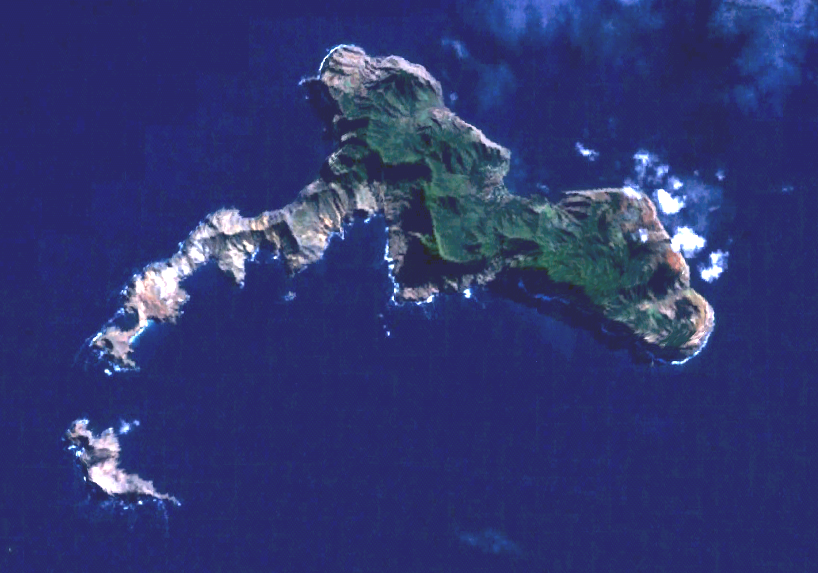
Санта-Клара расположена внизу слева.

Санта-Клара расположена поблизости от острова Робинзон-Крузо, на расстоянии 1,5 км к юго-западу от него, а её площадь составляет всего 2,2 км². Остров необитаем. Наивысшая точка Санта-Клары имеет высоту 375 м над уровнем моря.